# Berlin Alexanderplatz
Berlin Alexanderplatz è un romanzo di Alfred Döblin del 1929.

## Trama
La storia parla di un criminale occasionale, Franz Biberkopf, fresco di galera, che vive in una realtà sottoproletaria.
Franz è un uomo che ha scontato in carcere una pena di quattro anni per aver accidentalmente ucciso la moglie durante una lite e il romanzo si apre proprio con la sua scarcerazione. 
Una volta uscito di prigione però, si trova spaesato perché la città è cambiata e lui non vi si riconosce più e non trova più il suo posto. È diventato un outsider.
Il suo obiettivo sarà, per tutto il romanzo, reinserirsi nella società berlinese da uomo onesto. Vivere una vita retta e avere un rapporto sentimentale che sia conciliante con la funzione sociale.
Sarà continuamente ostacolato, in questo suo intento, da donne e finti amici che cercheranno di riportarlo sulla cattiva strada.

## Stile
Il romanzo è incentrato sulla classe operaia berlinese (il titolo fa riferimento ad una piazza di questa città, Alexanderplatz), nella Berlino degli anni venti del XX secolo. 
Lo sviluppo tecnologico è connotato negativamente perché la tecnologia del tempo, che aveva portato una notevole crescita della produzione industriale meccanizzata, viene vista come la fonte principale dell'alienazione dell'uomo.
Un altro fattore determinante è il controllo che questa società esercita sui tempi dell'uomo.
Il suo stile narrativo può ricordare James Joyce; tuttavia, Döblin ha dichiarato di aver letto l'Ulisse dopo che un quarto della sua opera era già scritto. È vero che "la sua opera (di Joyce) ... fu un vento propizio per le mie vele", però egli rivendicò anche che "una stessa epoca può produrre... frutti simili", e che comunque "non ho bisogno di imitare nessuno. La lingua viva che mi circonda mi è sufficiente". La vicenda è raccontata da molteplici punti di vista.
Döblin è maggiormente influenzato dall'Espressionismo e lo si può notare dall'uso che fa della tecnica cinematografica del montaggio e delle figure retoriche, soprattutto onomatopee. Filippo Tommaso Marinetti rivendicò l'influenza del Futurismo italiano nell'opera.
L'autore utilizza tutto quello che vede nella città,  spesso anche di immagini che non sono strettamente collegate alla scena che si sta svolgendo in quel momento. 

## Adattamenti cinematografici
Il romanzo è stato riadattato in un film nel 1931 e in una miniserie televisiva nel 1980.
Il film del 1931 (85 minuti) fu diretto da Piel Jutzi. In esso lavorarono all'adattamento Karl Heinz Martin, Hans Wilhelm e lo stesso Döblin. Nel cast ci sono Heinrich George, Maria Bard, Margarete Schlegel, Bernhard Minetti, Gerhard Bienert, Albert Florath e Paul Westermeier.
La miniserie del 1980 (14 episodi di circa 60 minuti l'uno) fu diretta da Rainer Werner Fassbinder. Distribuita in 6 DVD dalla Dolmen Home Video (2007), è da molti considerato come il capolavoro del regista.

## Edizioni
- Berlin Alexanderplatz, Berlin, S. Fischer Verlag, 1929.
- Berlin-Alexanderplatz (storia di Franz Biberkopf), Introduzione e traduzione italiana dal tedesco di Alberto Spaini, Milano, Modernissima, 1931; Collana Scrittori di tutto il mondo n.15, Milano, Corbaccio, 1934.
- Berlin Alexanderplatz, traduzione di A. Spaini, prima edizione integrale italiana, Introduzione di Giorgio Dolfini, Collezione La Scala n.12, Milano, Rizzoli, 1963. - Introduzione di Walter Benjamin, Collana BUR L14, Rizzoli, novembre 1974; trad. riveduta e corretta, Collezione La Scala: Il Catalogo, Rizzoli, febbraio 1981; Collana BUR La Scala, ISBN 88-17-12014-6; ISBN 88-17-17059-3; 1998, ISBN 88-17-10620-8; ISBN 88-462-0452-2; Collana BUR Grandi Romanzi, Rizzoli, 2008, ISBN 978-88-17-02078-7; Bergamo, Euroclub, febbraio 1982; Collana Biblioteca, Milano, SuperPocket, 2005.
- Berlin Alexanderplatz, traduzione di Giusi Drago, Collana Oscar Moderni. Cult, Milano, Mondadori, 2025, ISBN 978-88-047-6423-6.